# Oldřichovice
Oldřichovice (in tedesco Ondrzechowitz) è un comune della Repubblica Ceca facente parte del distretto di Zlín, nella regione di Zlín.